# T. K. Sribhashyam

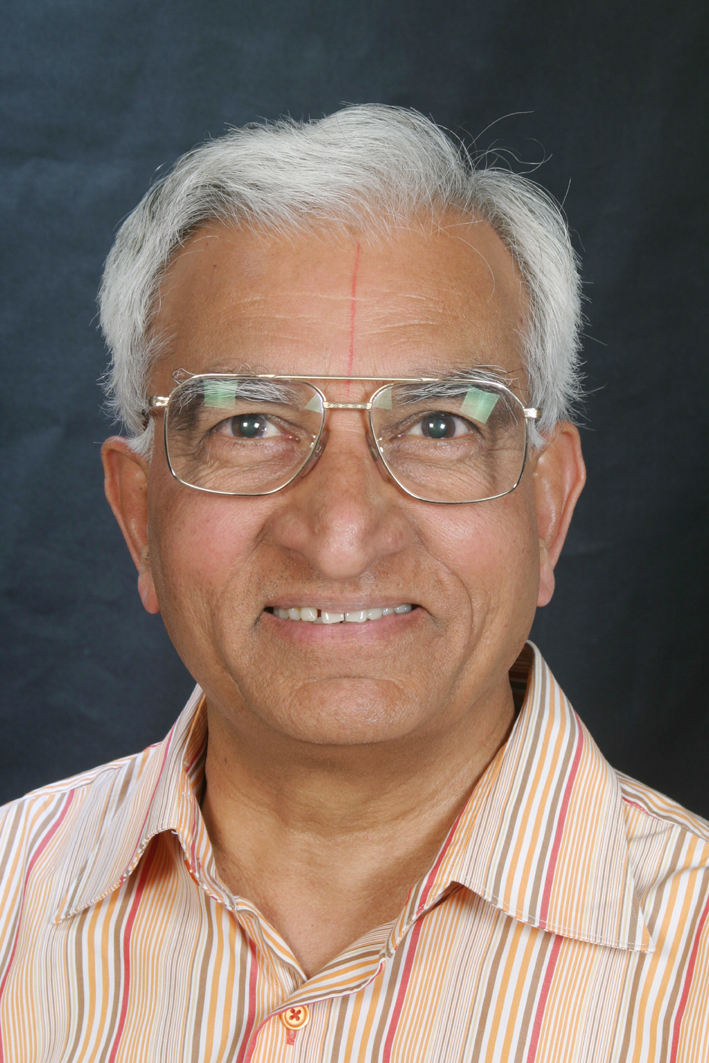
T. K. Sribhashyam (2006)

Sri T. K. Sribhashyam (* 1940 in Mysore; † 12. November 2017 in Nizza) war ein international bekannter Yogalehrer und der jüngste Sohn von Sri T. Krishnamacharya und Bruder von Sri T. K. V. Desikachar. Er lebte zusammen mit seiner Frau Claire und seinen beiden Kindern in Frankreich. 

## Leben und Wirken
Sri T. K. Sribhashyam wurde 1940 als jüngster Sohn von Sri T. Krishnamacharya in Mysore geboren. Seine Mutter Srimati T. Namagiriammal ist die ältere Schwester von Jaya Lakshmi, die die Frau von Sri B. K. S. Iyengar ist. Seine Muttersprache war das zur dravidischen Sprachfamilie gehörende Telugu, woraus sich gemäß südindischer Namenskonvention ergibt, dass T(irumalai) der vorangestellte Herkunftsname, K(rishnamacharya) der vorangestellte Vatersname und Sribhashyam der persönliche Name ist. Sein Vater unterrichtete in Mysore am Hof des Maharaja von Mysore Yoga. 1956 zog er mit seinem Vater nach Chennai, wo er an der Universität Chennai Indische Philosophie studierte. Gleichzeitig wurde er von seinem Vater in die Yogaphilosophie und die Yogapraxis wie Asanas und Pranayama eingewiesen, sowie in Ayurveda. 1970 ging er nach Europa und begann Yoga und Ayurveda in der Tradition seines Vaters zu unterrichten. 1982 gründete er im schweizerischen Neuchâtel die Schule Yogakshemam, wo Indische Philosophie, Yoga und Ayurveda unterrichtet wird. Sieben Jahre später rief er in Frankreich die Association Yogakshemam ins Leben, welche in mehreren europäischen Ländern Yogalehrer ausbildet. 1999 erhielt er vom Institut für Höhere Sanskritwissenschaften in Mysore den Magister in Philosophie. Zudem ist er Ehrenmitglied der International Yoga Federation und des World Yoga Council.
Bekannt geworden ist Sribhashyam vor allem durch den Film Der atmende Gott von Jan Schmidt-Garre, in dem das Lebenswerk seines Vaters dokumentiert wird. Zudem veröffentlichte er Bücher, teilweise zusammen mit seiner älteren Schwester Srimati Alamelu Sheshadri.

## Werke
- T. K. Sribhashyam: Wie Yoga wirklich wurde. Via Nova 2013. ISBN 978-3-86616-267-9.
- T. K. Sribhashyam & Alamelu Sheshadri: Blissfull Experience. Bhakti. DKPrintworld. ISBN 978-81-246-0614-8
- T. K. Sribhashyam & Alamelu Sheshadri: From Devotion to Total Surrender. Saranagati Yoga. DKPrintworld.
- T. K. Sribhashyam & Alamelu Sheshadri: Way to Liberation. Moksha Marga. DKPrintworld. ISBN 978-81-246-0599-8
- Mitwirkender im Film Der Atmende Gott.